# Pseudotorymus capreae
Pseudotorymus capreae är en stekelart som först beskrevs av Walker 1833.  Pseudotorymus capreae ingår i släktet Pseudotorymus och familjen gallglanssteklar. Inga underarter finns listade i Catalogue of Life.